# Maranahalli, Belur
Maranahalli là một làng thuộc tehsil Belur, huyện Hassan, bang Karnataka, Ấn Độ.